# Vasilis Chatzipanagis
Vasilis Chatzipanagis ou Vasilis Kiryakos Khadzipanagis - respetivamente, em grego, Βασίλης Χατζηπαναγής e, em russo, Василис Кирьякос Хадзипанагис (Tashkent, 26 de outubro de 1954) - é um ex-futebolista grego, nascido no Uzbequistão.

## Promessa uzbeque
Nascido na capital da então RSS do Uzbequistão, é filho de imigrantes políticos gregos. Teve seu potencial descoberto pelo principal clube da cidade e da república, o Pakhtakor Tashkent. Para poder jogar no campeonato soviético, entretanto, Chatzipanagis teria que requisitar a cidadania soviética, obtida após pressão dos dirigentes do clube em seus pais.
O meia-atacante estreou pelo Pakhtakor aos 17 anos e aos 18 já era considerado a segunda maior promessa do país na posição, atrás do ucraniano Oleh Blokhin, dois anos mais velho. Foi logo chamado para a equipe sub-19 da União Soviética, e também para a seleção olímpica durante as Eliminatórias para as Olimpíadas de 1976.

## "Desertando" para a Grécia
Não chegou a jogar pela equipe principal da URSS, entretanto - em 1975, mudou-se para a terra de seus pais, assinando com o Iraklis, de Tessalônica. Em seu auge, interessou a Arsenal, Lazio, Porto e Stuttgart, mas acabou permanecendo no Iraklis - na época, o mercado era bem mais fechado para jogadores de ligas menores da Europa - até o final da carreira, em 1991, quando fez seu último jogo no dia de seu 37º aniversário, em amistoso contra o Valencia. Marcara 62 gols em 281 jogos no Campeonato Grego.

## Reconhecimento
Jogou apenas um jogo oficial pela Grécia, em amistoso de 1976 contra a Polônia. Na época, mesmo quem só tinha atuado apenas nas seleções inferiores de um país não podia defender outro em jogos oficiais, pelas regras da FIFA. Chatzipanagis, lamentando um reconhecimento internacional menor do que poderia ter, diria que teria agido diferentemente no passado para poder jogar normalmente pela Seleção Grega, o que poderia lhe trazer maior vitrine na Europa.
Jogou em 1984 pelo Resto do Mundo em amistoso contra o New York Cosmos, ao lado de Franz Beckenbauer, Mario Kempes, Kevin Keegan e Dominique Rocheteau. E, a despeito de ter jogado uma única partida oficial pela seleção, foi escolhido pela Federação Helênica de Futebol o melhor futebolista grego dos 50 anos da UEFA, para os Prêmios do Jubileu da entidade.
Em dezembro de 1999, aos 45 anos, foi homenageado pela Federação Helênica de Futebol em um amistoso, contra Gana, como forma de agradecimento por suas contribuições ao futebol grego.

## Títulos
Pakhtakor
- Soviet First League: 1972[4]

Iraklis
- Copa da Grécia: 1975–76
- Copa dos Bálcãs: 1985